# Бачакашвили, Иосиф Давидович
Иосиф Давидович Бачакашвили (15 августа 1911 года — ?) — советский военный деятель, участник Великой Отечественной войны, командир 29-й танковой бригады, полковник (10.09.1943).

## Биография

### Начальная биография
Родился 15 августа 1911 года в селе Шилда Тифлисской губернии. Грузин.
Окончил Закавказскую военно-подготовительную школу в г. Баку (1930), Северо-Кавказскую горских национальностей кавалерийскую школу в г. Краснодар (1932), курсы при Горьковском бронетанковом училище (1935), Ленинградскую высшую офицерскую бронетанковую школу (1949), ВАК при Высшей военной академии (1955).
Курсы усовершенствования командного состава при Военной академии механизации и моторизации РККА.

### Служба в армии
Служба в Красной Армии. C августа 1928 года — курсант Закавказской военно-подготовительной школы в Баку.
С сентября 1930 года — курсант Северо-Кавказской горских национальностей кавалерийской школы в Краснодаре.
С марта 1932 года — командир кавалерийского взвода и взвода полковой батареи 89-го кавалерийского полка 10-й кавалерийской дивизии (Северо-Кавказский военный округ).
С декабря 1935 года — командир танкового взвода и танковой роты во 2-м танковом батальоне 15-й механизированной бригады, командир танковой роты и учебной танковой роты в 38-й легко-танковой бригаде.
С марта 1941 года — командир батальона средних танков 81-го танкового полка 41-й танковой дивизии 22-го механизированного корпуса.

### В Великую Отечественную войну
Начало Великой Отечественной войны встретил в занимаемой должности. Участвовал в приграничном сражении на Юго-Западном фронте.
С июля 1941 года — начальник штаба 18-го танкового полка 41-й танковой дивизии.
С декабря 1941 года — командир 162-го отд. танкового батальона 2-й ударной армии Волховского фронта.
С февраля 1942 года — исполняющий должность заместителя начальника АБТО 2-й ударной армии. Участвовал в Любанской и Синявинской операциях 1942.
С 19 февраля 1943 года — заместитель командира, а с апреля 1943 года — исполняющий должность командира 122-й танковой бригады Волховского фронта. В июле — августе 1943 г. в составе войск 8-й армии участвовал в Мгинской операции.
С 28 августа 1943 года — командир 29-й танковой бригады, которая была сформирована с 1 апреля по 12 апреля 1942 года в городе Наро-Фоминске Московской области. В январе — феврале 1944 г. в составе 59-й армии участвовал в Ленинградско-Новгородской операции. В июне 1944 года бригада была передислоцирована на Карельский фронт, в составе войск 7-й армии участвовала в Выборгско-Петрозаводской операции.
Отличился в Ленинградско-Новгородской операции. Награждён орденом Красного Знамени.
С 25 августа 1944 года бригада находилась в резерве Карельского фронта, а с февраля 1945 года — в резерве Ставки ВГК. Директивой Генштаба от 12.02.1945 она была преобразована в 67-ю гвардейскую отддельную тяжёлую танковую бригаду. В составе войск 5-й ударной армии 1-го Белорусского фронта участвовала в Берлинской операции.
За личное мужество и героизм, умелое управление войсками в Берлинской операции был представлен к присвоению звания Героя Советского Союза, но награждён орденом орденом Суворова II степени.
За время войны комбриг Бачакашвили был два раза персонально упомянут в благодарственных в приказах Верховного Главнокомандующего

### После войны
С июня 1945 г. — командир 67-го гв. тяжёлого танкового (позднее — танко-самоходный) и 65-го гв. танкового полков (ГСОВГ).
С июля 1952 года — зам. командира 1-й танковой дивизии (Прибалтийского ВО).
В ноябре 1959 года уволен в запас.

## Награды
- Орден Ленина (30.12.1956)[4]
- Орден Красного Знамени (08.03.1943)[5]
- Орден Красного Знамени (23.01.1944)[6]
- Орден Красного Знамени (15.11.1950)[7]
- Орден Суворова II степени (31.05.1945)[8]
- Орден Кутузова II степени (21.07.1944)[9]
- Орден Красной Звезды (03.11.1944)[10]
- Медаль «За оборону Ленинграда» (22.12.1942)[11]
- Медаль «За победу над Германией в Великой Отечественной войне 1941—1945 гг.» (9 мая 1945[12])[13]
- Медаль «За взятие Берлина» (9.06.1945)[14]
- Медаль «30 лет Советской Армии и Флота»[15].
- Юбилейная медаль «40 лет Вооружённых Сил СССР»[16]

Приказы (благодарности) Верховного Главнокомандующего в которых отмечен И. Д. Бачакашвили.
- За форсирование реки Волхов и верховья озера Ильмень, прорыв сильно укрепленной долговременной обороны немцев, и овладение штурмом важным хозяйственно-политическим центром страны городом Новгород — крупным узлом коммуникаций и мощным опорным пунктом обороны немцев. 20 января 1944 года № 61.
- За овладение городами Франкфурт-на-Одере, Вандлитц, Ораниенбург, Биркенвердер, Геннигсдорф, Панков, Фридрихсфелъде, Карлсхорст, Кепеник и прорыв в столицу Германии Берлин. 23 апреля 1945 года. № 339.

## Память
- Его имя увековечено в Главном Храме Вооружённых сил России, и навсегда запечатлено на мемориале «Дорога памяти»